# Жак Рог
Жак Рог (фр. Jacques Rogge; Гент, 2. мај 1942 — Даинзе, 29. август 2021) био је осми по реду председник Међународног олимпијског комитета (МОК).
По занимању је био лекар ортопед. Такмичио се у једрењу на олимпијадама 1968, 1972. и 1976, и наступао за белгијску рагби репрезентацију. Био је председник Белгијског олимпијског комитета од 1989. до 1992. године и председник Европског олимпијског комитета од 1989. до 2001. године. Постао је члан МОК-а 1991. године. Белгијски краљ Алберт II Белгијски му је доделио титулу племића.
За председника МОК-а изабран је 16. јула 2001. године на 112-ој седници МОК-а у Москви. На овој функцији је наследио Хуана Антонија Самарана, који је ову организацију предводио од 1980. године.
Политика за коју се залагао је укључивала подршку земљама у развоју да се такмиче за организацију ОИ, борбу против допинга и корупције. За време његовог мандата скинути су бејзбол и софтбол са програма Олимпијских игара, а ова одлука ће важити од ОИ 2012.